# عمرو بانگورا
عمرو بانگورا (انگلیسی: Umaru Bangura؛ زادهٔ ۷ اکتبر ۱۹۸۷) بازیکن فوتبال اهل سیرالئون است.
از باشگاه‌هایی که در آن بازی کرده‌است می‌توان به باشگاه فوتبال زوریخ، باشگاه فوتبال واتفورد، و باشگاه فوتبال دینامو مینسک اشاره کرد.
وی همچنین در تیم ملی فوتبال سیرالئون بازی کرده‌است.